# 美齡舞廳
美齡舞廳位於重慶市沙坪壩區歌樂山林园内。

## 历史
文物遺址年代為1938--1946年，1992年3月19日列為重慶市第二批市級文物保護單位。2000年9月7日列為第一批重慶市文物保護單位。2013年3月5日列為第七批全國重點文物保護單位。